# Campionatul Mondial al Cluburilor FIFA 2017
Campionatul Mondial al Cluburilor 2017 a fost  cea de-a 14-a ediție a Campionatului Mondial al Cluburilor FIFA.
Turneul a fost găzduit de Emiratele Arabe Unite.

## Echipe calificate
Următoarele șapte echipe s-au calificat pentru turneu.
| Echipa                                               | Confederația            | Calificare                                        | Data calificării        | Participare                                            |                         |
| Vor intra în semifinale                              | Vor intra în semifinale | Vor intra în semifinale                           | Vor intra în semifinale | Vor intra în semifinale                                | Vor intra în semifinale |
| ---------------------------------------------------- | ----------------------- | ------------------------------------------------- | ----------------------- | ------------------------------------------------------ | ----------------------- |
| Grêmio                                               | CONMEBOL                | Câștigătorii al Copa Libertadores 2017            | 29 noiembrie 2017       | Prima                                                  |                         |
| Real Madrid                                          | UEFA                    | Câștigătorii al Liga Campionilor 2016-2017        | 3 iunie 2017            | A 4-a (2000, 2014, 2016)                               |                         |
| Vor intra în sferturi de finale                      |                         |                                                   |                         |                                                        |                         |
| Urawa Red Diamonds                                   | AFC                     | Câștigătorii al 2017 AFC Champions League         | 25 noiembrie 2017       | A 2-a (2007)                                           |                         |
| Wydad Casablanca                                     | CAF                     | Câștigătorii al 2017 CAF Champions League         | 4 noiembrie 2017        | Prima                                                  |                         |
| Pachuca                                              | CONCACAF                | Câștigătorii al 2016–17 CONCACAF Champions League | 26 aprilie 2017         | A 4-a (2007, 2008, 2010)                               |                         |
| Vor intra în play–off–ul pentru sferturile de finală |                         |                                                   |                         |                                                        |                         |
| Auckland City                                        | OFC                     | Câștigătorii al 2017 OFC Champions League         | 7 mai 2017              | A 9-a (2006, 2009, 2011, 2012, 2013, 2014, 2015, 2016) |                         |
| Al Jazira Club                                       | AFC (Gazdă)             | Câștigătorii campionatului gazdă                  | 29 aprilie 2017         | Prima                                                  |                         |

## Stadioane și orașe
Stadioanele competiției sunt Stadionul Sheikh Zayed din Abu Dhabi și Stadionul Hazza Bin Zayed din Al Ain.
| Abu Dhabi                                               | Al Ain                                                |
| ------------------------------------------------------- | ----------------------------------------------------- |
| Stadionul Sheikh Zayed                                  | Stadionul Hazza Bin Zayed                             |
| 24°24′57.92″N 54°27′12.93″E / 24.4160889°N 54.4535917°E | 24°14′44.14″N 55°42′59.7″E / 24.2455944°N 55.716583°E |
| Capacitate: 43,000                                      | Capacitate: 22,717                                    |
|                                                         |                                                       |

## Arbitri officiali
Au fost desemnați 6 arbitrii, 12 arbitrii asistenți și 8 arbitrii video pentru acest turneu.
| Confederația | Arbitrul           | Arbitrul asistent                        | Arbitrul asistent video                       |
| ------------ | ------------------ | ---------------------------------------- | --------------------------------------------- |
| AFC          | Ravshan Irmatov    | Abdukhamidullo Rasulov Jakhongir Saidov  | Abdulrahman Al-Jassim                         |
| CAF          | Malang Diedhiou    | Djibril Camara El Hadji Malick Samba     |                                               |
| CONCACAF     | César Arturo Ramos | Marvin Torrentera Miguel Ángel Hernández | Mark Geiger                                   |
| CONMEBOL     | Sandro Ricci       | Emerson de Carvalho Marcelo van Gasse    | Andrés Cunha Wilton Sampaio Mauro Vigliano    |
| OFC          | Matthew Conger     | Simon Lount Tevita Makasini              |                                               |
| UEFA         | Felix Brych        | Mark Borsch Stefan Lupp                  | Artur Soares Dias Clément Turpin Felix Zwayer |

## Echipele
Fiecare echipă trebuie să numească o echipă de 23 de persoane (dintre care trei trebuie să fie portari). Înlocuirea prejudiciilor este permisă până la 24 de ore înainte de primul meci al echipei.

## Meciurile

### Play off pentru sferturi
| Al Jazira Club | 1–0    | Auckland City |
| -------------- | ------ | ------------- |
| Romarinho 38'  | Report |               |

### Sferturi de finală
| Pachuca     | 1–0 (d.p.) | Wydad Casablanca |
| ----------- | ---------- | ---------------- |
| Guzmán 112' | Report     |                  |

| Al Jazira Club | 1–0    | Urawa Red Diamonds |
| -------------- | ------ | ------------------ |
| Mabkhout 51'   | Report |                    |

### Semifinale
| Grêmio      | 1–0 (d.p.) | Pachuca |
| ----------- | ---------- | ------- |
| Everton 95' | Report     |         |

| Al Jazira Club | 1–2    | Real Madrid          |
| -------------- | ------ | -------------------- |
| Romarinho 41'  | Report | Ronaldo 53' Bale 81' |

### Meci pentru locul cinci
| Wydad Casablanca                      | 2–3    | Urawa Red Diamonds                      |
| ------------------------------------- | ------ | --------------------------------------- |
| El Haddad 22' El Hajhouj 90+4' (pen.) | Report | Maurício Antônio 18', 60' Kashiwagi 26' |

### Meci pentru locul trei
| Al Jazira Club | 1–4    | Pachuca                                                    |
| -------------- | ------ | ---------------------------------------------------------- |
| Mubarak 57'    | Report | Urretaviscaya 37' Jara 60' De la Rosa 79' Sagal 84' (pen.) |

### Finala
| Real Madrid | 1–0    | Grêmio |
| ----------- | ------ | ------ |
| Ronaldo 53' | Report |        |

## Marcatori
| Loc | Jucător                | Echipă             | Goluri |
| --- | ---------------------- | ------------------ | ------ |
| 1   | Cristiano Ronaldo      | Real Madrid        | 2      |
| 1   | Maurício Antônio       | Urawa Red Diamonds | 2      |
| 1   | Romarinho              | Al-Jazira          | 2      |
| 3   | Gareth Bale            | Real Madrid        | 1      |
| 3   | Roberto de la Rosa     | Pachuca            | 1      |
| 3   | Éverton                | Grêmio             | 1      |
| 3   | Víctor Guzmán          | Pachuca            | 1      |
| 3   | Ismail Haddad          | Wydad Casablanca   | 1      |
| 3   | Reda Hajhouj           | Wydad Casablanca   | 1      |
| 3   | Franco Jara            | Pachuca            | 1      |
| 3   | Yosuke Kashiwagi       | Urawa Red Diamonds | 1      |
| 3   | Ali Mabkhout           | Al-Jazira          | 1      |
| 3   | Khalfan Mubarak        | Al-Jazira          | 1      |
| 3   | Cristiano Ronaldo      | Real Madrid        | 1      |
| 3   | Ángelo Sagal           | Pachuca            | 1      |
| 3   | Jonathan Urretaviscaya | Pachuca            | 1      |

## Clasament final
| Loc | Echipa                   | MJ | V | E | Î | GM | GP | DG | Pct |
| --- | ------------------------ | -- | - | - | - | -- | -- | -- | --- |
| 1   | Real Madrid (UEFA)       | 2  | 2 | 0 | 0 | 3  | 1  | +2 | 6   |
| 2   | Grêmio (CONMEBOL)        | 2  | 1 | 0 | 1 | 1  | 1  | 0  | 3   |
| 3   | Pachuca (CONCACAF)       | 3  | 2 | 0 | 1 | 5  | 2  | +3 | 6   |
| 4   | Al-Jazira (AFC) (H)      | 4  | 2 | 0 | 2 | 4  | 6  | −2 | 6   |
| 5   | Urawa Red Diamonds (AFC) | 2  | 1 | 0 | 1 | 3  | 3  | 0  | 3   |
| 6   | Wydad Casablanca (CAF)   | 2  | 0 | 0 | 2 | 2  | 4  | −2 | 0   |
| 7   | Auckland City (OFC)      | 1  | 0 | 0 | 1 | 0  | 1  | −1 | 0   |

## Premii
Următoarele premii au fost acordate la încheierea turneului.
| adidas Mingea Aurie       | adidas Mingea Argintie          | adidas Mingea de Bronz           |
| ------------------------- | ------------------------------- | -------------------------------- |
| Luka Modrić (Real Madrid) | Cristiano Ronaldo (Real Madrid) | Jonathan Urretaviscaya (Pachuca) |
| Premiul FIFA Fair Play    |                                 |                                  |
| Real Madrid               |                                 |                                  |

## Drepturi de televizare
- Brazil: Rede Globo, SporTV și Fox Sports
- China: CCTV-5,[6] PPTV[7] and Youku[7]
- America Espanică: Fox Sports
- India: Neo Prime și Neo Sports[8]
- Japonia: Nippon TV
- Orientul Mijlociu: beIN Sports
- Europa: EBU
- Spania: La 1[9]
- Statele Unite: Fox Sports și Telemundo[10]